# کونیگسفلد (راینلاند-فالتس)
کونیگسفلد (به آلمانی: Königsfeld) یک منطقهٔ مسکونی در آلمان است که در Brohltal واقع شده‌است. کونیگسفلد ۶۵۱ نفر جمعیت دارد.